# Борхов (Борщёвский сельсовет)
Борхов (бел. Борхаў) — деревня в Борщевском сельсовете Речицкого района Гомельской области Беларуси.

## География
В 36 км на юго-восток от Речицы, в 48 км от Гомеля и в 7 км от железнодорожной станции Якимовка.
Вокруг деревни расположен лес.

## История
В 3 км на север от деревни археологами обнаружено городище I—III века до н. э. Согласно письменным источникам известна с XV века и входила в состав Речицкого повета Минского воеводства Великого княжества Литовского. В 1499 году владелец деревни С. И. Можайский перешёл на сторону Московского княжества. Борхов упоминается в материалах 1526—1527 годов в связи с конфликтами между Великим княжеством Литовским и Московским княжеством. После 2-го раздела Речи Посполитой (1793 год) в составе Российской империи. С 1880 года действовал хлебозапасный магазин. В 1887 году — часовня, 3 ветряных мельницы. В 1897 году работала школа грамоты, магазин, кузница. Рядом находился одноимённый фольварк. В 1909 году в составе Телешковской волости Гомельского повета Могилёвской губернии.
В 1920 году переселенцами из Борхова основана деревня Бобры.
В 1926 году в Уваровичском районе Гомельского округа. С 8 декабря 1926 года центр Борховского сельсовета Уваровичского, с 6 октября 1960 года Речицкого района Гомельского округа с 20 февраля 1938 года Гомельской области.
В 1926 году действовали магазин, начальная школа. В 1931 году организован колхоз «Победитель пятилетки», работали винторезно-клёпочная мастерская, 2 кузницы.
Во время Великой Отечественной войны с августа 1941 года по июль 1943 года действовала подпольная группа состоявшая в основном из медицинских работников. Руководила подпольщиками М. Я. Долгая. В июле 1943 года немецкие оккупанты полностью сожгли деревню и убили 99 жителей. На фронтах погибли 118 жителей деревни.
В 1959 году деревня находилась в составе колхоза «Борщевка» с центром в деревне Борщевка. В деревне находилась лесничество, 8-ми летняя школа, клуб, библиотека, фельдшерско-акушерский пункт, магазин, отделение связи.
В состав Борховского сельсовета до 1981 года входил, ныне не существующий, посёлок Копцы.

## Население

### Численность
- 1887 год — 108 дворов, 836 жителей.
- 1897 год — 1223 жителя (согласно переписи).
- 1909 год — 203 двора, 1170 жителей.
- 1926 год — 269 дворов, 1386 жителей.
- 1959 год — 663 жителя (согласно переписи).
- 2004 год — 51 двор, 82 жителя.

## Транспортная система
Транспортная связь по просёлочной, а затем по автодороге Калинковичи — Гомель.
В деревне 51 жилой дом (2004 год). Планировка состоит из 2 криволинейных улиц, к центру одной из них примыкает короткая прямолинейная улица. Застройка двухсторонняя, деревянными домами усадебного типа.